# Анатоли Кирилов
Анатоли Кирилов е български футболист и треньор.
Роден е на 6 юли 1966 г. в село Татари, Свищовско, там почива след ПТП на 21 май 2009 г. Баща е на футболиста Преслав Йорданов.

## Кариера
Играе футбол в детско-юношеските школи на Академик (Свищов) и Спартак (Плевен). Като футболист носи екипите на Академик (Свищов) (1982 – 1984), Червено знаме (Павликени) (1984 – 1991) и Сторгозия (Плевен) (1991 – 1998).
Треньор е на ФК Павликени (1998 – 1999), Локомотив (Мездра) (2000 пролет и 2000 есен; април 2007 – януари 2008), Бдин (Видин) (2001 – 2002), Спартак (Плевен) (2002 – 2007), Ботев (Криводол) (2008), Спартак (Варна) (март – май 2009).
Загива при автомобилна катастрофа на 20 май 2009 г.